# تيل (جنس)
التِيل (الاسم العلمي: Kobus) هو جنس حيوانات لبونة من الظباء الإفريقية يحتوي على ستة أنواع، وكلها مرتبطة بالأهوار أو السهول الفيضية أو مناطق عشبية أخرى بالقرب من المياه. إنها ثنائية الشكل جنسياً، حيث تكون الإناث أصغر حجماً وهي عديمة القرون خلاف الذكور.

## الأنواع
أنواع جنس التيل
| صورة | الاسم العلمي      | الاسم الشائع  | التوزيع                                                        |
| ---- | ----------------- | ------------- | -------------------------------------------------------------- |
|      | K. anselli        | Upemba lechwe | أوبيمبا ، جمهورية الكونغو الديمقراطية                          |
|      | K. ellipsiprymnus | ظبي الماء     | شمال جنوب إفريقيا شمالًا إلى تشاد وغربًا إلى ساحل العاج          |
|      | K. kob            | تيل           | السنغال شرقًا إلى جنوب السودان وجنوبًا إلى أوغندا                |
|      | K. leche          | تيل أحمر      | بوتسوانا، زامبيا، جمهورية الكونغو الديمقراطية، ناميبيا، أنغولا |
|      | K. megaceros      | أبو عق        | جنوب السودان وإثيوبيا                                          |
|      | K. vardonii       | بوكو (ظبي)    | جمهورية الكونغو الديمقراطية الجنوبية وناميبيا وتنزانيا وزامبيا |